# 凡人修仙之仙界篇
《凡人修仙之仙界篇》是忘语所著的一部奇幻修仙小说。本作讲述前作《凡人修仙传》的主角韩立飞升仙界後，遭遇厄难流落灵寰界后发生的故事。

## 人物介绍
韩立
本作男主角，原作《凡人修仙传》中的主角，为失落的小南洲界群中人界天南越国镜州青牛镇五里沟人氏，燕族人。机缘巧合之下踏上修仙之路，经历众多磨难后通过空间节点偷渡到灵界，一路苦修最终度过飞升之劫，飞升仙界北寒仙域。
外传中应飞升台接引之人高升的邀请前往石矶殿，后遭遇厄难，流落仙界下位界面灵寰界。因神识受创变得痴呆，被柳乐儿称为“石头哥哥”柳石，在白石真人欲强行抹去其残存神魂的刺激下恢复神智。苏醒后发觉自身修为大降，元婴被封并失去受邀后的三百年记忆。在与魔光的一缕残魂交谈后走上恢复修为、寻回记忆、重返仙界之路。
柳乐儿
在灵寰界中与痴呆的韩立相遇的女童，云狐族。在被血刀会追杀途中被神志不清的韩立救下，之后跟随韩立数年，修炼有韩立所赠的高阶妖修功法“幻灵婵变”，后被同族的白衣女子带往仙界。
白石真人
结丹初期修士，丰国宰相府供奉之一。在欲将痴呆的韩立炼化为傀灵傀儡时意外恢复韩立的神智，后听命于韩立并成为冷焰宗外门弟子，修炼有韩立所赠的鬼道上乘功法“玄水炼幽录”。
魔光
天外魔族，在原作中于灵界与九元观马良签下天魔契约，马良死后与韩立签订天魔契约作为影子般存在供韩立驱使。与韩立一同遭遇厄难，只剩下一缕虚弱的残魂，只能施展一些低阶秘术。
司马镜明
冷焰宗唯一的太上长老，头发雪白，容貌清俊。
冷焰老祖
冷焰宗创派祖师，已于百万年前飞升仙界，一直通过特殊方法与灵寰界沟通。与韩立达成约定，留韩立在冷焰宗修炼。
方磐
仙界真仙，供职于仙宫，三百前使用隔元法链封锁韩立元婴。后再次追杀韩立，被韩立击杀。
甘九真
容貌清秀，声音阴柔的红裙女子。因使用与“蛟三”一样的赤色大剑，被韩立认定为“蛟三”。后赠与韩立“青风锁仙符”。
封谦之
看起来年近古稀，目光内敛，须发皆白的老者。与方磐一同追杀韩立，被韩立击杀。
白素媛
十七八岁模样的少女，身负月华仙体，百佑国白家白松石的曾孙女。白松石因飞升真仙时被天魔夺舍后欲将白素媛培育成修炼鼎炉，白素媛逃离后发布无常盟任务请韩立将其击杀。后随韩立一同入烛龙道并成为烛龙道真传弟子。
熊山
矮胖男子，修炼金系法则，烛龙道副道主。欲凭借“千锋聚灵剑阵”将剑冢的飞剑转化为精纯剑元强化本命飞剑。

## 作品设定

### 修仙境界
修仙者
修仙者境界划分为下境界、中境界和上境界三大阶段，每个境界分为初、中、后期和大圆满(炼气为一至十三层；渡劫期为大乘期大圆满后临近飞升的层次，与大乘期有质的不同，突破此层可飞升仙界，与天地同寿，无进一步细分)。
- 下境界：炼气、筑基、结丹、元婴、化神
- 中境界：炼虚、合体、大乘
- 上境界：渡劫

真仙境
真仙、金仙、太乙、大罗、道祖。

### 仙人类别
- 伪仙：飞升的仙人身内仙元力未彻底转化之前的状态，勉强算真仙境低位。经历数百年的转化后才能算进入低阶真仙境。
- 散仙：无法领悟法则之力的，只能依靠苦修仙灵力进阶的仙人即为散仙。因为没有法则之力护身，散仙渡劫进阶难度远高于真仙。
- 真仙：指掌握了法则之力的仙人。
- 玄仙：即所谓的力仙，算是散仙中的一种。玄仙不求掌握法则之力，而是将修炼主要放在自己的肉身上，信奉以力破道来进阶，属于散仙中的异类，数量极少，甚至比少于地仙。
- 地仙：通过庇护一方区域，汲取受庇信众的信念之力凝聚出法则的仙人，只能在信念所属地域施展法则之力，是仙界极为稀少的存在。地仙需要使用特殊材料炼制雕像来储存和炼化信念之力，并形成一具特有的地祇化身，可借此化身使用超过本体威力的法则之力。地祇化身被毁，则本体会被重创，严重的甚至会丧失所催使的法则之力。因为体内掺杂了信念之力，会使得地仙的法力精纯程度远低于同阶仙人，并且凝聚信念之力会耽误修行时间，使得地仙的修炼速度比一般仙人要慢得多。

### 法宝
仙器
先天仙器：天地蕴养，感应某一界面之力而诞生出的宝物。
后天仙器：被仙人打造出来的蕴含法则之力的宝物。
靈器
青竹蜂云劍：木属性成套炼制的飞剑法宝，十二把木属性飞剑组成一套，可以积蓄和释放辟邪神雷。
元合五極山：由五座神山炼制，元磁山、太乙青山、阴阳大五行山、北极元山、昊阴寒魄山。
灵宝

### 靈丹
道丹

### 靈酒
第一靈酒：紅羅仙酒。
第二靈酒：火涎酒。
第三靈酒：青梨酒。
第四靈酒：紅桑仙酒。
第五靈酒：虎魄靈酒。
第六靈酒：九香靈酒。

### 靈獸
噬金虫王
啼魂兽
蟹道人

### 大道法则
混沌法則
時間道祖古或今佈下三千道神大陣
就是為了領悟混沌法則令仙界重歸于天地未分混沌初開
三大至尊法则
即时间法则、空间法则、轮回法则，相传为万法之源，分化诞生出其他三千大道。至尊法则是仙界最为稀少，最神秘莫测的法则，道祖也少有人掌握。
三千大道
三千大道，仙界已知的法则之力有三千之多，每一种法则便代表一种大道，每一种大道都最终可臻道祖境。